# ماريو ميدينا
ماريو ميدينا (بالإسبانية: Mario Medina Rojas)‏ (2 سبتمبر 1952 بمدينة مكسيكو في المكسيك - ) هو لاعب كرة قدم مكسيكي في مركز الوسط، شارك في كأس العالم 1978. وشارك مع منتخب المكسيك لكرة القدم. أما مع النوادي، فقد لعب مع كروز آزول ونادي تولوكا.

## وصلات خارجية
- ماريو ميدينا على موقع الاتحاد الدولي (مؤرشف)  (الإنجليزية)
- ماريو ميدينا على موقع ناشيونال فوتبول تيمز (الإنجليزية)